# Shogo Tokihisa
Shogo Tokihisa (時久 省吾 Tokihisa Shogo?), född 15 april 1984 i Fukuoka prefektur, är en japansk fotbollsspelare.
Tokihisa började sin karriär 2007 i Ventforet Kofu. Efter Ventforet Kofu spelade han för Giravanz Kitakyushu och FC Gifu. Han avslutade karriären 2014.